# Commission des affaires de l'État
La Commission des affaires de l'État de la république populaire démocratique de Corée (ou Corée du Nord) est un organisme étatique créé le 29 juin 2016. Présidé par Kim Jong-un, il remplace le Comité de la défense nationale (ou Commission de défense nationale) qui était précédemment le centre du pouvoir exécutif en Corée du Nord.
La Commission est créée en juin 2016 par une révision constitutionnelle adoptée lors de la quatrième session plénière de l'Assemblée populaire suprême. L'article 106 de la constitution fait d'elle le centre de décision de l'État nord-coréen. L'Assemblée élit à l'unanimité à sa tête Kim Jong-un, principal dirigeant du pays depuis 2011, également chef de l'Armée populaire de Corée et du Parti du travail de Corée.
Contrairement au Comité de défense qui était, par essence, un organe de direction militaire — tout en intervenant dans les autres domaines d'activité de l'État —, la Commission des affaires de l'État contrôle, par le biais de trois vice-présidences, à la fois l'armée, le parti et le gouvernement. La création de la Commission est analysée à la fois comme une confirmation du pouvoir absolu de Kim Jong-un et comme une nette rupture avec l'époque de Kim Jong-il. En effet, au contraire de son père, Kim Jong-un prend la tête d'une institution qui fait de lui le chef de l'État, non seulement en droit mais en titre, sa fonction étant désormais équivalente à celle qu'occupait son grand-père Kim Il-sung. Le pivot entre une organisation militaire et une organisation civile dans l’exécution du pouvoir représente aussi la fin de la politique du Songun de Kim Jong-Il vers une politique axée sur le développement économique et nucléaire, le Byongjin. 
En 2019, lors de la révision de la constitution, le président de la Commission des affaires de l'État devient officiellement le chef de l'État de Corée du Nord.

## Composition

### 14eAssemblée populaire suprême
Dates : depuis le 11 avril 2019
Élections législatives : 10 mars 2019
- Président : Kim Jong-un
- Vice-présidents : 
  - Choe Ryong-hae (1er)
  - Pak Pong-ju
- Membres :
  - Kim Jae-Ryong
  - Ri Man-gon
  - Ri Su-yong
  - Kim Yong-chol
  - Thae Jong-su (2019-2020)
  - Ri Yong-ho (2019-2020)
  - Jong Kyong-thaek
  - Choe Pu-il (2019-2020)
  - Kim Su-gil
  - No Kwang-chol (2019-2020)
  - Choe Son-hui
  - Ri Pyong-chol (depuis 2020)
  - Kim Hyong-jun (depuis 2020)
  - Kim Jong-gwan (depuis 2020)
  - Ri Son-gwon (depuis 2020)
  - Kim Jong-ho (depuis 2020)

### 13eAssemblée populaire suprême
Dates : du 29 juin 2016 au 11 avril 2019
Élections législatives : 9 mars 2014
- Président : Kim Jong-un
- Vice-présidents :
  - Hwang Pyong-so (jusqu'en février 2018)
  - Pak Pong-ju
  - Choe Ryong-hae
- Membres :
  - Kim Ki-nam (jusqu'en avril 2018)
  - Pak Yong-sik
  - Ri Su-yong
  - Ri Man-gon (jusqu'en avril 2018)
  - Kim Yong-chol
  - Kim Won-hong
  - Choe Pu-il
  - Ri Yong-ho
  - Kim Jong-gak (à partir d'avril 2018)
  - Thae Jong-su  (à partir d'avril 2018)
  - Jong Kyong  (à partir d'avril 2018)